# Альдо Ніколаї
Альдо-Джузеппе Ніколаї (італ. Aldo Giuseppe Nicolaj; нар. 15 березня 1920, Фоссано, Провінція Кунео, П'ємонт, Італія — пом. 5 липня 2004, Орбетелло, Провінція Гроссето, Тоскана, Італія) — італійський драматург.

## Життєпис
Народився у Фоссано 15 березня 1920 року. Був четвертим сином торговця тканинами Мікеле Еджідіо Іньяціо Ніколаї та Терези Бланкі.
Вирісши в оточенні багатьох жінок (мати, три старші сестри, тітка Ангеліна), у майбутньому часто писав про жінок як головних героїнь своїх творів.
Отримавши диплом середньої школи у жовтні 1938 року, вступив на факультет літератури та філософії Туринського університету, в якому навчався до 1942 року. Водночас працював у редакції місцевої газети «La Sentinella d'Italia» і вже тоді почав писати комедії.
У серпні 1942 року його призвали до армії й відправили на курс підготовки резерву спочатку в муніципалітет Чева в провінції Кунео, а потім в Авелліно. Навіть в армії він писав п'єси і ставив театральні вистави.
8 вересня 1942 року його заарештували німці по дорозі до Маддалоні. Після того як він відмовився приєднатись до нацистської так званої «Республіки Сало», його депортували до Турина, а звідти до Бухенвальда. Пізніше перевели в Шталаг 327 (Перемишль), потім у Шталаг 315 (Гаммерштайн і згодом у Сянув на фабрику сірників. У таборах перехворів на важку форму плевриту.
1945 року його звільнили радянські війська. Повернувшись додому, закінчив філологічний факультет Туринського університету і три роки викладав латину і грецьку мову в ліцеї Рів'єра Лігуре.
Водночас писав і став переможцем свого першого конкурсу з драматургії, завоювавши премію «Бомпіані — Сіпаріо».
Згодом переїхав до Латинської Америки й мешкав у Колумбії, після чого, як директор Інституту італійської культури і культурний аташе посольства Італії, отримав призначення у Гватемалу, де ще й викладав італійську мову в Університеті Сан-Карлос. Звідти перебрався в Рим. І скрізь, де працював, не переставав писати театральні твори, у тому числі комедії.
У Гватемалі написав «Терезіну», поставлену 1954 року в Римі; п'єсу «Мул», що здобула міланську премію «Іді-Пікколо»; п'єсу «Вояк Піччіко», що отримала премію «Пескара» і була поставлена неаполітанським театром Пікколо з Джаном-Марією Волонте в головній ролі.
У своїх комедіях, широко відомих у різних країнах (зокрема в СРСР, «Залізний клас» і «Танго метелика» — метелик постійно представлений в його творчості), він експериментував з різними стилями, переходячи з легкістю від символізму до неореалізму, від сюрреалізму до театру абсурду.
Знайомство з актрисою Паолою Борбоні надихнуло його на створення «Емілія у мирі та у війні» та «Сіль і тютюн» — ці твори були написані спеціально для неї.
Він також знаний як перекладач зарубіжних п'єс, особливо французьких (Жан Ануй, Поль Клодель, Маргеріт Дюрас).
Працював на Італійському телерадіо (RAI), де створював сценарії й курирував постановки знаменитих романів XIX століття: «Брати Карамазови», «Ярмарок суєти», «Воскресіння» та ін.
Був головою Ради авторів Міжнародної конфедерації авторських спілок, і головою Ради авторів Міжнародного театрального інституту (ІТІ). Був також комісаром Союзу італійських авторів і головою Спілки драматургів.
3 жовтня 1977 року Альдо Ніколаї разом з іншими представниками театру і культури (Руджеро Якоббі, Алессандро Бріссоні, Джорджіо Проспері, Маріо Моретті, Фабріціо Рафанеллі, Уго Джаннанджелі, Сільвіо Маніні, Алессандро Нісівоччіа) заснував Спілку італійського вільного театру.
1997 року в Лінкольн-центрі (Нью-Йорк) був нагороджений премією SIAE (Спілки італійських авторів і видавців) як найпопулярніший за кордоном італійський драматург.
1999 року Колумбійський університет Нью-Йорка заснував спеціальний курс, присвячений його творчості.
2006 року на його честь названо кімнату в Teatro Due в Римі. Театр муніципалітету Каламоначі також носить його ім'я.
2008 року його діти подарували всі його твори, опубліковані та неопубліковані, театральній бібліотеці SIAE «Буркардо».

## Твори
- «Синьйор Маріо пише комедію», реж. Г. Товстоногов (БДТ)
- «Цибулина» (поставлена у Відні)
- «Сезон абрикосів» (поставлена в Англії)
- «Залізний клас» (Classe di ferro)
- «Танго метелика» (Farfalla...farfalla)
- «Водний світ»
- «Маятник»
- «Не п'ята, а дев'ята» (Non era la quinta era la nona), в Україні йде під назвами «Танго для трьох» і «Любов до скону»
- «Гамлет у гострому соусі»
- «Трохи ніжності» (Per un po' di tenerezza)
- «У нашому маленькому містечку»
- «Чоловік та дружина» (реж. Р. Віктюк)
- «Чорний, як канарка» (реж. Р. Віктюк)
- «Любий, скільки отрути покласти тобі в каву?» (реж. Р. Віктюк)
- «Рисове зерно» (в оригіналі - "Світ води", Il mondo d'acqua)
- «Генеральна репетиція» (La prova generale), в Україні йде під назвою «Святе сімейство»
- «Кілер» (Killer), в Україні йде під назвою «Терорист»